# Coscinaraea mcneilli
Espèce
Statut CITES
Coscinaraea mcneilli est une espèce de coraux appartenant à la famille des Coscinaraeidae.